# Coreaú
Coreaú là một đô thị thuộc bang Ceará, Brasil. Đô thị này có diện tích 775,746 km², dân số năm 2007 là 20502 người, mật độ 26,43 người/km².